# Фатиаш-де-Томар
Фатиаш-де-Томар (порт. Fatias de Tomar, «кусочки Томара») — традиционные португальские бисквитные пирожные. Оно относятся к классу португальских десертов, называемых монастырскими сладостями (порт. Doçaria Conventual). Впервые этот десерт появился в городе Томар в монастыре Конвенту-де-Кришту. Пирожное готовится на пару в специальной посуде изобретенной жестянщиком из этого города. В состав пирожного входит бисквитное тесто, яичные желтки и сироп.